# Ouratea rupununiensis
Ouratea rupununiensis är en tvåhjärtbladig växtart som beskrevs av Johann Friedrich Klotzsch och Adolf Engler. Ouratea rupununiensis ingår i släktet Ouratea och familjen Ochnaceae. Inga underarter finns listade i Catalogue of Life.